# Glades megye
Glades megye az Amerikai Egyesült Államokban, azon belül Florida államban található. Megyeszékhelye és legnagyobb városa Moore Haven. Lakosainak száma 12 126 fő (2020. április 1.). Glades megye Highlands, Hendry, Okeechobee, Lee, Martin, Charlotte, Palm Beach és DeSoto megyékkel határos.

## Népesség
A megye népességének változása:
| Lakosok száma | 12 944 | 13 135 | 13 139 | 13 345 | 13 670 | 12 126 |
|               | 2010   | 2011   | 2012   | 2013   | 2015   | 2020   |